# Gene

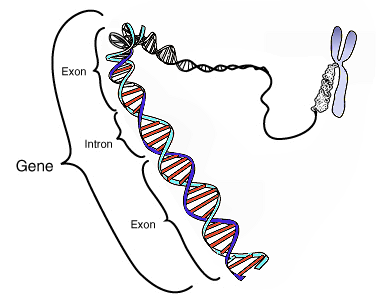
Este esquema ilustra o gene eucarioto com relação à estrutura do DNA e um cromossoma (direita).

Gene, em biologia, é a unidade fundamental da hereditariedade. Cada gene é formado por uma sequência específica e ordenada de ácidos nucleicos (ADN e ARN) que codifica um produto funcional específico (isto é, uma proteína ou molécula de ARN). Acreditava-se que o ser humano possuía aproximadamente 100 000 genes em seus 46 cromossomos, porém estudos atuais sobre o genoma identificaram entre 20 000 e 25 000 genes.
Durante a expressão genética, o ADN é primeiro copiado em ARN. O ARN pode ser diretamente funcional ou ser o modelo intermediário para uma proteína que desempenha uma função. A transmissão de genes à descendência de um organismo é a base da herança dos traços fenotípicos. Esses genes formam diferentes sequências de ADN, denominadas genótipos que, juntamente com os fatores ambientais e de desenvolvimento, determinam quais serão os fenótipos. A maioria das características biológicas está sob a influência de poligenes (muitos genes diferentes), bem como de interações gene-ambiente. Algumas características genéticas são instantaneamente visíveis, como a cor dos olhos ou o número de membros, e outras não, como o tipo de sangue, a susceptibilidade à doenças específicas, ou os milhares de processos bioquímicos básicos que constituem a vida.
O gene é um segmento de um cromossomo a que corresponde um código distinto, uma informação para produzir uma determinada proteína ou controlar uma característica, por exemplo, a cor dos olhos. Os genes podem adquirir mutações em sua sequência, levando a diferentes variantes, conhecidas como alelos, na população . Esses alelos codificam versões ligeiramente diferentes de uma proteína, que causam diferentes características fenotípicas.
O termo "gene" foi introduzido pelo botânico e geneticista dinamarquês Wilhem Ludvig Johannsen em 1909 e, desde então, muitas definições de gene foram propostas. Atualmente, diz-se que um gene é um segmento de DNA que leva à produção de uma cadeia polipeptídica e inclui regiões que antecedem e que seguem a região codificadora, bem como sequências que não são traduzidas (íntrons) que se intercalam aos segmentos codificadores individuais (éxons), que são traduzidos.
O conceito de gene continua a ser refinado à medida que novos fenômenos são descobertos. Por exemplo, as regiões regulatórias de um gene podem ser bem removidas de suas regiões codificantes, e as regiões codificantes podem ser divididas em vários exons. Alguns vírus armazenam seu genoma em ARN em vez de ADN, e alguns produtos gênicos são ARNs não codificantes funcionais. Portanto, uma definição ampla e moderna de trabalho de um gene é qualquer lócus discreto de sequência genômica hereditária, que afeta as características de um organismo ao ser expresso como um produto funcional ou pela regulação da expressão do gene.

## História

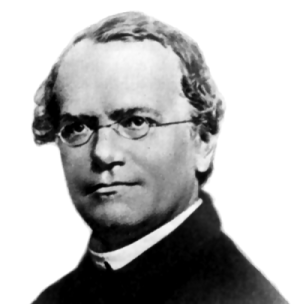
Gregor Mendel

### Descoberta de unidades herdadas discretas
A existência de unidades herdáveis discretas foi sugerida pela primeira vez por Gregor Mendel (1822–1884).
De 1857 a 1864, em Brno, Império Austríaco (atual República Tcheca), ele estudou os padrões de herança em 8 000 plantas de ervilha comestíveis comuns, rastreando características distintas desde os pais até os filhos. Ele descreveu isso matematicamente como 2n combinações, onde n é o número de características diferentes nas ervilhas originais. Embora não tenha usado o termo gene, ele explicou seus resultados em termos de unidades herdadas discretas que dão origem a características físicas observáveis. Esta descrição prefigurou a distinção de Wilhelm Johannsen entre genótipo (o material genético de um organismo) e fenótipo (as características observáveis desse organismo). Mendel também foi o primeiro a demonstrar a segregação independente, a distinção entre traços dominantes e recessivos, a distinção entre um heterozigoto e homozigoto, e o fenômeno da herança descontínua.
Antes do trabalho de Mendel, a teoria dominante da hereditariedade era a da herança combinada, que sugeria que cada pai contribuía com fluidos para o processo de fertilização e que as características dos pais se misturavam para produzir a prole. Charles Darwin desenvolveu uma teoria da herança que ele denominou pangênese, do grego pan ("tudo, todo") e gênese ("nascimento")/genos ("origem"). Darwin usou o termo gemula para descrever partículas hipotéticas que se misturariam durante a reprodução.
O trabalho de Mendel passou despercebido após sua primeira publicação em 1866, mas foi redescoberto no final do século 19 por Hugo de Vries, Carl Correns e Erich von Tschermak, que (alegadamente) teriam chegado a conclusões semelhantes em suas próprias pesquisas.

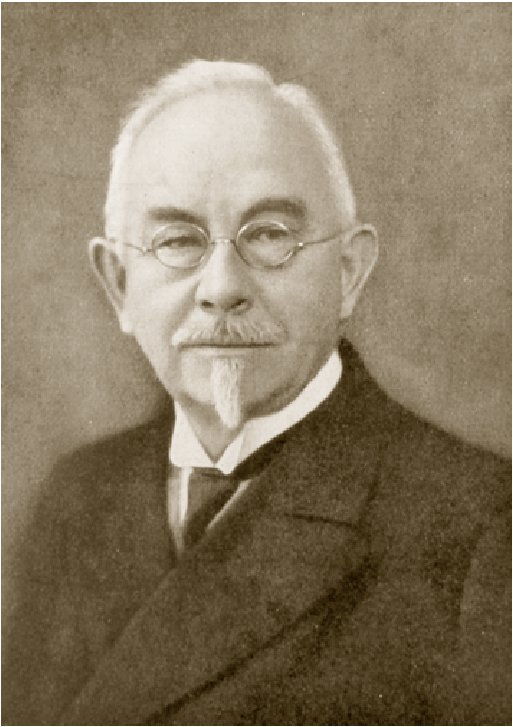
Wilhelm Johannsen

Dezesseis anos depois, em 1905, Wilhelm Johannsen introduziu o termo 'gene' e William Bateson o termo 'genética',  enquanto Eduard Strasburger e outros ainda usavam o termo 'pangene' para a unidade física e funcional fundamental de hereditariedade.
Os primeiros indícios experimentais de que os genes atuam por meio do controle da síntese das enzimas foram em meados da década de 1930. Os pesquisadores George Beadle (1903–1989), Edward Lawrie Tatum (1909–1975) mostraram que a cor alterada do olho mutante da mosca Drosophila melanogaster devia-se à incapacidade do inseto realizar uma reação química específica na via metabólica da síntese de um pigmento visual.
Entusiasmado com os resultados obtidos com o estudo da mosca, mas cientes de que aquele organismo muito complexo para o teste de sua hipótese, Beadle e Tatum resolveram utilizar um organismo mais simples em seus experimentos: o bolor rosado do pão, Neurospora crassa.

### Descoberta do ADN
Os avanços na compreensão dos genes e da herança continuaram ao longo do século XX. O ácido desoxirribonucléico (ADN) mostrou ser o repositório molecular da informação genética por experimentos nas décadas de 1940 a 1950. A estrutura do DNA foi estudada por Rosalind Franklin e Maurice Wilkins usando cristalografia de raios-X, o que levou James D. Watson e Francis Crick a publicar um modelo da molécula de DNA de fita dupla cujas bases de nucleotídeos emparelhadas indicaram uma hipótese convincente para o mecanismo de replicação genética.
No início da década de 1950, a visão predominante era que os genes em um cromossomo agiam como entidades discretas, indivisíveis por recombinação e organizadas como contas em um cordão. Os experimentos de Benzer usando mutantes defeituosos na região rII do bacteriófago T4 (1955–1959) mostraram que genes individuais têm uma estrutura linear simples e provavelmente são equivalentes a uma seção linear de ADN.
Coletivamente, esse corpo de pesquisa estabeleceu o dogma central da biologia molecular, que afirma que as proteínas são traduzidas do ARN, que é transcrito do ADN. Este dogma, desde então, mostrou ter exceções, como a transcrição reversa em retrovírus. O estudo moderno da genética no nível do ADN é conhecido como genética molecular.
Em 1972, Walter Fiers e sua equipe foram os primeiros a determinar a sequência de um gene: o da proteína capsidial do bacteriófago MS O desenvolvimento subsequente do sequenciamento de DNA de terminação de cadeia em 1977 por Frederick Sanger melhorou a eficiência do sequenciamento e o transformou em uma ferramenta de laboratório de rotina. Uma versão automatizada do método Sanger foi usada nas fases iniciais do Projeto Genoma Humano.

### Síntese moderna e seus sucessores
As teorias desenvolvidas no início do século XX para integrar a genética mendeliana com a evolução darwiniana são chamadas de síntese evolutiva moderna, um termo introduzido por Julian Huxley. Os biólogos evolucionistas posteriormente modificaram esse conceito, como a visão da evolução centrada no gene de George C. Williams. Ele propôs um conceito evolucionário do gene como uma unidade de seleção natural com a definição: "aquilo que segregou e recombina com frequência apreciável." Nessa visão, o gene molecular se transcreve como uma unidade, e o gene evolucionário herda como uma unidade. Ideias relacionadas enfatizando a centralidade dos genes na evolução foram popularizadas por Richard Dawkins. Foram encontrados indícios de que os genes podem desempenhar um papel importante em gostos pessoais, em áreas como a alimentação, orientação sexual e até opinião política.

## Base molecular

Estrutura química do DNA

### DNA
Na maioria dos organismos, a informação genética é armazenada no DNA (ácido desoxirribonucleico). Uma molécula de DNA consiste em duas longas cadeias polipeptídicas compostas por quatro tipos de subunidades nucleotídicas. Cada nucleotídeo é composto de uma molécula de açúcar-fosfato ligada a uma base nitrogenada. As bases são de quatro tipos (adenina, guanina, citosina e timina).
As cadeias de DNA são antiparalelas entre si, unidas por ligações de hidrogênio entre a porção base dos nucleotídeos, formando uma dupla hélice de DNA, com nucleotídeos covalentemente ligados por açúcares e fosfatos, os quais formam a estrutura principal alternada de açúcar-fosfato-açúcar-fosfato. A especificidade do emparelhamento de bases ocorre porque a adenina e a timina se alinham para formar duas ligações de hidrogênio, enquanto a citosina e a guanina formam três ligações de hidrogênio. As duas fitas em uma dupla hélice devem, portanto, ser complementares.
Devido à orientação do açúcar desoxirribose (que é uma pentose), as fitas de DNA possuem uma direcionalidade. Uma das extremidades de um polímero de DNA contém um grupo hidroxila (extremidade 3'), a outra contém um grupo fosfato (extremidade 5'). As duas fitas de uma dupla-hélice correm em direções opostas (antiparalelas). A síntese de ácido nucleico, incluindo a replicação e a transcrição, ocorre na direção 5 '→ 3', porque novos nucleotídeos são adicionados por meio de uma reação de desidratação, que usa a hidroxila 3' como um nucleófilo. Cada fita de uma molécula de DNA contém uma sequência de nucleotídeos que é exatamente complementar à sequência de nucleotídeos da outra fita.
A expressão dos genes codificados no DNA começa pela transcrição do gene em RNA, um segundo tipo de ácido nucleico que é muito semelhante ao DNA, mas cujo monômeros contêm açúcar ribose em vez de desoxirribose. O RNA também contém a base uracila no lugar da timina. As moléculas de RNA são menos estáveis do que o DNA e são tipicamente de fita simples. Os genes que codificam proteínas são compostos por uma série de três nucleotídeos sequências chamadas códon s, que servem como "palavras" na "linguagem" genética. O código genético especifica a correspondência durante a tradução de proteínas entre códons e aminoácidos. O código genético é quase o mesmo para todos os organismos conhecidos.

### Cromossomos

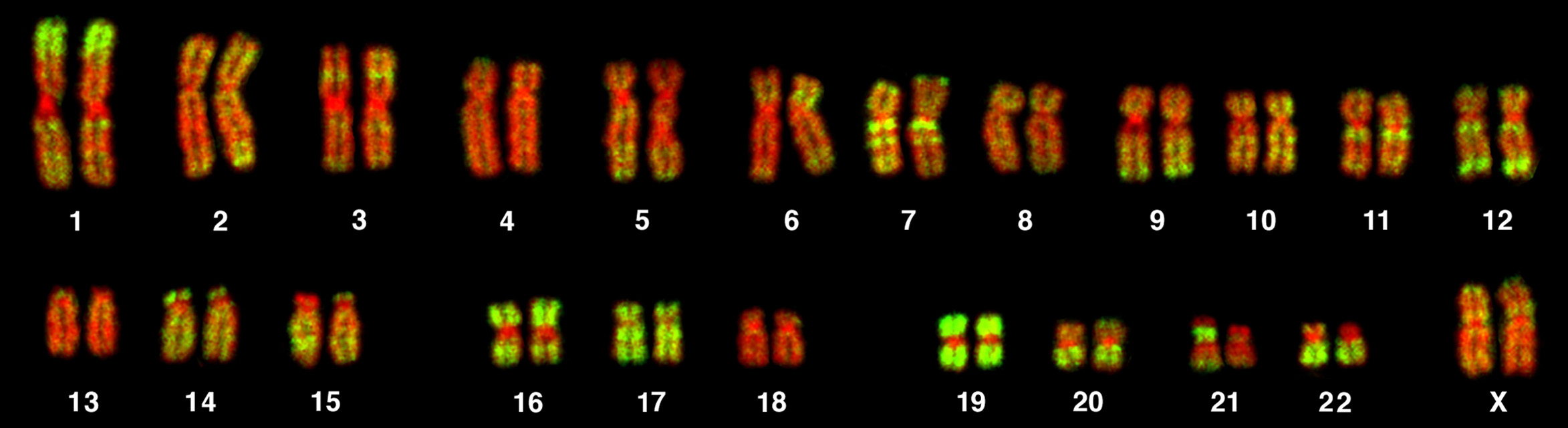
Imagem de microscopia fluorescente de uma fêmea humana cariótipo, mostrando 23 pares de cromossomos. O DNA é tingido de vermelho, com regiões ricas em genes de manutenção coradas em verde.

O conjunto total de genes em um organismo ou célula é conhecido como seu genoma, que pode ser armazenado em um ou mais cromossomos. Cada cromossomo consiste em uma única e longa molécula de DNA, na qual milhares de genes são codificados. A região do cromossomo em que um determinado gene está localizado é chamada de lócus. Cada lócus contém um alelo de um gene; no entanto, os membros de uma população podem ter alelos diferentes no lócus, cada um com uma sequência de genes ligeiramente diferente.
A maioria dos genes eucarióticos são armazenados em um grande conjunto de cromossomos lineares, que são empacotados dentro do núcleo em um complexo com proteínas chamadas histonas, formando uma unidade chamada nucleossoma. O DNA empacotado e condensado é chamado de cromatina. A maneira como o DNA é armazenado nas histonas, bem como as modificações químicas da própria histona, regulam se uma região particular do DNA é acessível para expressão gênica. Além dos genes, os cromossomos eucarióticos contêm sequências envolvidas em garantir que o DNA seja copiado sem degradação das regiões finais e classificado em células-filhas durante a divisão celular: origem de replicação s, telômero se os centrômero.
As origens de replicação são as regiões de sequência onde a replicação do DNA é iniciada para fazer duas cópias do cromossomo. Telômeros são trechos longos de sequências repetitivas que cobrem as extremidades dos cromossomos lineares e evitam a degradação das regiões codificantes e regulatórias durante a replicação do DNA. O comprimento dos telômeros diminui cada vez que o genoma é replicado e foi implicado no processo de envelhecimento. O centrômero é necessário para a ligação das fibras do fuso para separar as cromátides irmãs em células-filhas durante a divisão celular.
Procariontes (bactérias e arqueas) normalmente armazenam seus genomas em um único e grande cromossomo circular. Da mesma forma, algumas organelas eucarióticas, como as mitocôndrias e os cromossomos, contêm um cromossomo circular remanescente com um pequeno número de genes. Os procariontes às vezes complementam seu cromossomo com pequenos círculos adicionais de DNA chamados plasmídeos, que geralmente codificam apenas alguns genes e são transferíveis entre indivíduos. Por exemplo, os genes para resistência a antibióticos são geralmente codificados em plasmídeos bacterianos e podem ser passados entre células individuais, mesmo aquelas de espécies diferentes, via transferência horizontal de genes.
Enquanto os cromossomos dos procariontes são relativamente densos em genes, os dos eucariotos geralmente contêm regiões de DNA que não desempenham nenhuma função óbvia. Os eucariotos unicelulares simples têm quantidades relativamente pequenas de tal DNA, enquanto os genomas de organismos multicelulares complexos, incluindo humanos, contêm uma maioria absoluta de DNA sem uma função identificada (cerca de 98,5% do genoma humano não codifica proteínas, em contraste com 11% do genoma da bactéria E. coli).
Este DNA tem sido referido como "DNA lixo", todavia, análises mais recentes sugerem que, embora o DNA codificador de proteínas constitua apenas 2% do genoma humano, cerca de 80% das bases do genoma podem ser expressas, portanto, o termo "DNA lixo" pode ser um nome impróprio.

## Estrutura e função

### Estrutura
Uma célula normalmente expressa somente uma fração dos seus genes, e os diferentes tipos de células em organismos multicelulares surgem porque diferentes conjuntos de genes são expressos. A estrutura de um gene consiste em muitos elementos, dos quais a sequência codificadora costuma ser apenas uma pequena parte. Estes incluem regiões de DNA que não são transcritas, bem como regiões não traduzidas do RNA.
Cada gene contém um conjunto particular de sequências reguladoras, necessárias para sua expressão. Primeiro, os genes requerem uma sequência promotora, que é a sequência de nucleotídeos do DNA onde os fatores de transcrição se associam e auxiliam a RNA-polimerase a se ligar à região para iniciar a transcrição.
O reconhecimento ocorre tipicamente como uma sequência de consenso, como a caixa TATA. Um gene pode ter mais de um promotor, resultando em RNAs mensageiros que diferem na extensão em que se estendem na extremidade 5'. Genes altamente transcritos têm sequências promotoras "fortes" que formam fortes associações com fatores de transcrição, iniciando assim uma alta taxa de transcrição. Outros genes têm promotores "fracos" que formam associações fracas com fatores de transcrição e iniciam a transcrição com menos frequência. As regiões promotoras eucarióticas são muito mais complexas e difíceis de identificar do que os promotores procarióticos.

### Definições funcionais
Definir exatamente qual seção de uma sequência de DNA compreende um gene é difícil. As regiões regulatórias de um gene, como os potenciadores, não precisam necessariamente estar próximas da sequência de codificação na molécula linear porque o DNA interveniente pode ser executado em loop para trazer o gene e sua região reguladora para a proximidade. Da mesma forma, os íntrons de um gene podem ser muito maiores do que seus exons. As regiões regulatórias podem até estar em cromossomos totalmente diferentes e operar em trans para permitir que as regiões regulatórias de um cromossomo entrem em contato com genes-alvo em outro cromossomo.
Os primeiros trabalhos em genética molecular sugeriram o conceito de que um gene produz uma proteína. Este conceito (originalmente chamado de hipótese um gene-uma enzima) surgiu de um influente artigo de 1941 de George Beadle e Edward Tatum sobre experimentos com mutantes do fungo Neurospora crassa. O conceito de um gene e uma proteína foi refinado desde a descoberta de genes que podem codificar várias proteínas por alternativas sequências de splicing e codificação divididas em seção curta em todo o genoma cujos mRNAs são concatenados por trans-splicing.
Uma definição operacional ampla às vezes é usada para abranger a complexidade desses diversos fenômenos, onde um gene é definido como uma união de sequências genômicas que codificam um conjunto coerente de produtos funcionais potencialmente sobrepostos. Essa definição categoriza genes por seus produtos funcionais (proteínas ou RNA) em vez de seus loci de DNA específicos, com elementos regulatórios classificados como regiões associadas a genes.

## Expressão gênica
Em todos os organismos, duas etapas são necessárias para ler as informações codificadas no DNA de um gene e produzir a proteína que ele especifica. Primeiro, o DNA do gene é transcrito para RNA mensageiro (RNAm). Em segundo lugar, esse mRNA é traduzido para proteína. Os genes codificadores de RNA ainda devem passar pela primeira etapa, mas não são traduzidos em proteína. O processo de produção de uma molécula biologicamente funcional de RNA ou proteína é chamado de expressão gênica, e a molécula resultante é chamada de produto gênico.

### Código genético

A sequência de nucleotídeos do DNA de um gene especifica a sequência de aminoácidos de uma proteína por meio do código genético. Conjuntos de três nucleotídeos, conhecidos como codons, cada um corresponde a um aminoácido específico. O princípio de que três bases sequenciais do código de DNA para cada aminoácido foi demonstrado em 1961 usando mutações por mudança da matriz de leitura no gene rIIB do bacteriófago T4.
Além disso, um "códon de início" e três "códons de parada" indicam o início e o fim da região de codificação da proteína. Existem 64 códons possíveis (quatro nucleotídeos possíveis em cada uma das três posições, portanto, 43 códons possíveis) e apenas 20 aminoácidos padrão; portanto, o código é redundante e vários códons podem especificar o mesmo aminoácido. A correspondência entre códons e aminoácidos é quase universal entre todos os organismos vivos conhecidos.

### Transcrição
A transcrição produz uma molécula de RNA de fita simples conhecida como RNA mensageiro, cuja sequência de nucleotídeos é complementar ao DNA a partir do qual foi transcrita. O mRNA atua como um intermediário entre o gene do DNA e seu produto proteico final. O DNA do gene é usado como molde para gerar um mRNA complementar. O mRNA corresponde à sequência do DNA do gene cadeia codogênica porque é sintetizado como o complemento da fita modelo. A transcrição é realizada por uma enzima chamada RNA polimerase, que lê a fita modelo na direção 3' para 5' e sintetiza o RNA de 5' a 3'. Para iniciar a transcrição, a polimerase primeiro reconhece e se liga a uma região promotora do gene. Assim, um dos principais mecanismos de regulação gênica é o bloqueio ou sequestro da região promotora, seja por ligação forte por moléculas repressoras que bloqueiam fisicamente a polimerase ou organizam o DNA de forma que a região promotora não seja acessível.

Em procariontes, a transcrição ocorre no citoplasma; para transcrições muito longas, a tradução pode começar na extremidade 5' do RNA, enquanto a extremidade 3' ainda está sendo transcrita. Em eucariotos, a transcrição ocorre no núcleo, onde o DNA da célula é armazenado. A molécula de RNA produzida pela polimerase é conhecida como transcrito primário e sofre modificações pós-transcricionais antes de ser exportada para o citoplasma para tradução. Uma das modificações realizadas é o splicing de introns, que são sequências na região transcrita que não codificam uma proteína. Os mecanismos de splicing alternativo podem resultar em transcritos maduros do mesmo gene com sequências diferentes e, portanto, codificando para proteínas diferentes. Esta é a principal forma de regulação em células eucarióticas e também ocorre em alguns procariotos. 

Os genes que codificam proteínas são transcritos para um intermediário mRNA e, em seguida, traduzidos para uma proteína funcional. Genes codificadores de RNA são transcritos para um funcional RNA não codificante.

### Tradução
Tradução é o processo pelo qual uma molécula de RNA mensageiro maduro é utilizada como um modelo para sintetizar uma nova proteína. A tradução é realizada por ribossomos, grandes complexos de RNA e proteínas responsáveis por realizar as reações químicas para adicionar novos aminoácidos a uma cadeia polipeptídica crescente pela formação de ligações peptídicas. O código genético é lido três nucleotídeos por vez, em unidades chamadas codons, por meio de interações com moléculas de RNA especializadas chamadas RNA transportador (tRNA). Cada tRNA tem três bases desemparelhadas conhecidas como anticódon que são complementares ao códon que ele lê no mRNA. O tRNA também é covalentemente ligado ao aminoácido especificado pelo códon complementar. Quando o tRNA se liga ao seu códon complementar em uma fita de mRNA, o ribossomo anexa sua carga de aminoácidos à nova cadeia polipeptídica, que é sintetizada de amino-terminal para C-terminal. Durante e após a síntese, a maioria das novas proteínas deve dobrar para sua estrutura tridimensional ativa antes que possam realizar suas funções celulares.

### Regulação
Os genes são regulados para que sejam expressos somente quando o produto for necessário, uma vez que a expressão utiliza recursos limitados. Uma célula regula seu gene expressão dependendo de seu ambiente externo (por exemplo, nutrientes disponíveis, temperatura e outras fontes de estresse), seu ambiente inteiro (por exemplo, ciclo de divisão celular, metabolismo, status de infecção) e seu papel específico. A expressão gênica pode ser regulada em qualquer etapa: de iniciação da transcrição, para processamento de RNA, para modificação pós-tradução da proteína. A regulação dos genes do metabolismo da lactose em E. coli (operon lac) foi o primeiro mecanismo desse tipo a ser descrito em 1961.

### Genes de RNA
Um gene codificador de proteína típico é primeiro copiado em RNA como um intermediário na fabricação do produto final da proteína.
Em outros casos, as moléculas de RNA são os produtos funcionais reais, como na síntese de RNA ribossomal e de RNA de transferência. Alguns RNAs conhecidos como ribozimas, sendo capazes de exibir função enzimática, e microRNA, de papel regulador. As sequências de DNA a partir das quais esses RNAs são transcritos são conhecidas como genes de RNA não-codificante.
Alguns vírus armazenam seus genomas inteiros na forma de RNA e não contêm nenhum DNA. Por usarem RNA para armazenar genes, seus hospedeiros celulares podem sintetizar suas proteínas assim que forem infectados e sem o atraso da espera pela transcrição. Por outro lado, retrovírus de RNA, como o HIV, requerem a transcrição reversa de seu genoma do RNA para o DNA antes que suas proteínas possam ser sintetizadas. A herança epigenética mediada por RNA também foi observada em plantas e muito raramente em animais.

## Diferenças entre genes bacterianos e genes eucarióticos

### Genes interrompidos dos organismos eucarióticos
Em bactérias, a sequência de aminoácidos de um polipeptídio corresponde exatamente à sequência de bases do segmento de DNA subsequente que foi transcrito para o RNA.
Nos organismos eucarióticos, a situação é diferente; a maioria das cadeias polipeptídicas não é perfeitamente colinear à sequência de bases do DNA que as codifica. A razão disso é que a instrução para a síntese de proteínas nos genes eucarióticos é geralmente interrompida por trechos da molécula que não codificam aminoácidos.
Uma analogia pode ajudar a compreender esses conceitos de genes interrompidos e genes não-interrompidos. Imagine o texto de um livro, que contenha uma dada informação e que possa ser lido sem interrupções; podemos compara-lo a uma instrução bacteriana, em que a sequência de bases do DNA corresponde exatamente à sequência de aminoácido da proteína. Imagine agora o que acontece se introduzimos, em determinados pontos desse texto, palavras, frases ou parágrafos sem sentido; a informação original continua lá, mas interrompida por trechos sem significado, que têm de ser eliminada para que a informação seja compreendida. Essa segunda situação é análoga aos genes eucarióticos, nos quais a instrução genética é interrompida por sequências de nucleotídeos desprovidos de qualquer informação para síntese de polipeptídios.

#### Intrão e Exão
Em uma unidade de transição de um organismo eucariótico, há trechos que serão traduzidos em sequência de aminoácidos e trechos intercalares, que não serão traduzidos. Em 1978, o geneticista norte-americano Walter Gilbert propôs os termos "exão" (do inglês exon, de expressed region, região em que são traduzidas em sequências de aminoácidos) e "intrão" (do inglês intron, de intragenic region, região intragênica, para designar as regiões não traduzidas entre os exãos).
O processo de definição de intrãos e exãos por parte dos genes para definir quais trechos serão transcritos em uma cadeia de RNA guarda uma admirável complexidade. Desde os anos 1980 já se sabe que alguns genes são capazes de selecionar trechos distintos de exãos, produzindo, dessa forma, diferentes proteínas. Pesquisas recentes têm revelado que esse tipo de ocorrência, longe de ser uma exceção, é a regra no funcionamento dos genes, chegando a um número estimado médio de 5,7 variações possíveis transcrições de uma dada área codificadora. Um determinado gene seria capaz de produzir diferentes transcrições para diferentes tipos de células. Mesmo transcrições obtidas entre exãos de genes diferentes ou mesmo de cromossomos distintos estão sendo consideradas possíveis.
Essas observações têm levado a novas considerações sobre a definição de gene e a novos paradigmas quanto à forma de organização do genoma e da herança genética.

## Destino evolutivo do gene

### Pseudogenização
A pseudogenização ocorre quando são formadas cópias não funcionais de um determinado gene. Um pseudogene possui forte semelhança a uma sequência de um gene conhecido, mas apresenta diferenciações que o tornam não funcional; além disso, alguns pseudogenes não podem ser transcritos devido a ausência de promotores e íntrons, os quais são necessários para a transcrição. Há um acúmulo de mutações nos pseudogenes por conta de uma baixa pressão seletiva. 

### Subfuncionalização
No processo de subfuncionalização cada cópia de um gene é responsável por uma função do gene ancestral. Nesse caso, há uma partição de funções. 

### Neofuncionalização
A neofuncionalização se dá quando uma das cópias desempenha uma nova função enquanto a outra cópia mantém a função ancestral. 